# Berthelsdorf
Berthelsdorf (tiếng Thượng Sorbia: Batromjecy) là một đô thị trong huyện Görlitz, đông nam bang tự do Sachsen, nước Đức. Đô thị Berthelsdorf có diện tích 22,24 km², dân số thời điểm ngày 31 tháng 12 năm 2005 là 1751 người.

## Nhân vật
- Nikolaus Ludwig, Imperial Count von Zinzendorf-Pottendorf (1700, Dresden - 1760)
  - Christian Renatus von Zinzendorf (1727 - 1752), con trai Nikolaus Ludwig
- August Gottlieb Spangenberg (1704 - 1792), sống và mất ở đây
- Johannes Baptista von Albertini (1769, Neuwied - 1831), sống và mất ở đây
- Adolf Gottlieb Fiedler (1771 - 1850), nhà kinh doanh
- Peter Latrobe (1795, London - 1863), sống và mất ở đây
- Heinrich Wullschlägel (1805 - 1864), Russia-born clergy, sống và mất ở đây
- Karl Gustav Kreischer (1834 - 1891) (de)
- Oskar Korschelt (1853 - 1940)
- Martin Rade (1857 - 1940) (de)